# Patrice de Coninck

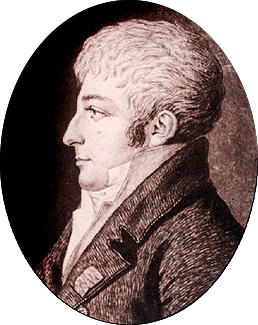
Patrice de Coninck

Patrice Charles Ghislain de Coninck (* 19. November 1770 in Brügge; † 22. Mai 1827 ebenda) war ein südniederländischer Jurist und Politiker.

## Familie
De Coninck wurde 1770 als Sohn von Marie-Amelie van Zuylen van Nyevelt (1748–1830) und Baudouin de Coninck († 1770) in Brügge geboren. Sein Vater verstarb noch vor seiner Geburt. Die Mutter heiratete in zweiter Ehe Joseph de Colnet de Gloriette (1744–1818). Patrice de Coninck selbst heiratete 1797 Françoise-Augustine van Outryve (1777–1837). Der Vater seiner Frau, Jean-Jacques van Outryve de Merckem, hatte Einwände gegen die Ehe der beiden, weil de Coninck nicht vermögend und seine Tochter Alleinerbin war. Mit seiner Frau hatte de Coninck nur den Sohn Theodore (1807–1855).

## Werdegang
De Coninck studierte Rechtswissenschaften an den Universitäten Löwen und Köln. Danach wurde er Advokat in Brügge. Er wurde Mitglied des Präfekturrates des Département Lys und wurde sodann von 1802 bis 1805 Präfekt des Départements Ain. Ab 1805 war er Präfekt des Département Jemappes und blieb dort bis 1810. Vom 10. Mai 1810 bis 10. Januar 1811 war er Präfekt des Département Escaut und übernahm dann das Amt des Präfekten im Département des Bouches de l’Elbe in Hamburg. Dort blieb er bis 1814. Nach dem Ende des Ersten Französischen Kaiserreichs war er vom 22. April 1815 bis August 1815 Mitglied der Verfassungskommission des Königreichs der Vereinigten Niederlande.
Von 15. September 1815 bis 21. Februar 1817 war er Gouverneur von Ost-Flandern. Am 21. Februar 1817 ist er dann Innenminister der Niederlande geworden und blieb bis zum 19. Juni 1825 im Amt. Am 23. Juni 1825 wurde er Außenminister der Niederlande und führte dieses Amt bis zum 1. Dezember 1825. De Coninck erkrankte Ende des Jahres 1825 und zog sich nach Brügge zurück. Am 16. März 1826 bekam er den Titel eines Staatsministers.

## Auszeichnungen und Ehrungen
1810 wurde Coninck als Baron d'empire in den französischen Adelsstand erhoben. 1816 wurde er als Ritter in den niederländischen Adel aufgenommen. Ebenfalls 1816 wurde er zum Ehrenmitglied der Académie royale de Bruxelles ernannt.
- Orden vom Niederländischen Löwen, Großkreuz[2]
- Ordre de la Réunion, Kommandeur
- Ehrenlegion, Ritter